# Georg Anton Urlaub
Georg Anton Urlaub (* 20. Juni 1713 in Thüngersheim; † 20. Februar 1759 in Würzburg) war ein fränkischer Maler des Barocks. 

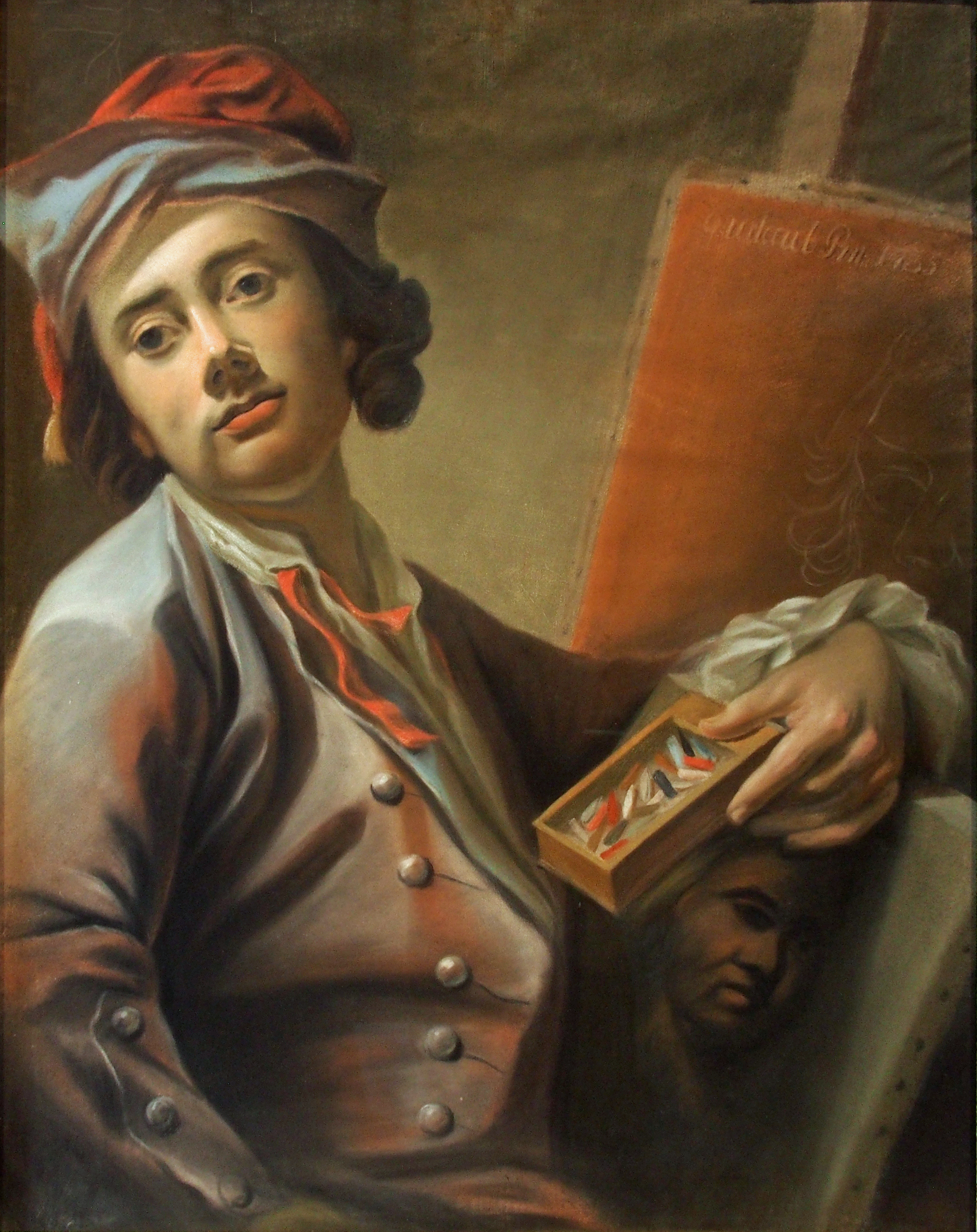
Selbstporträt (1735)

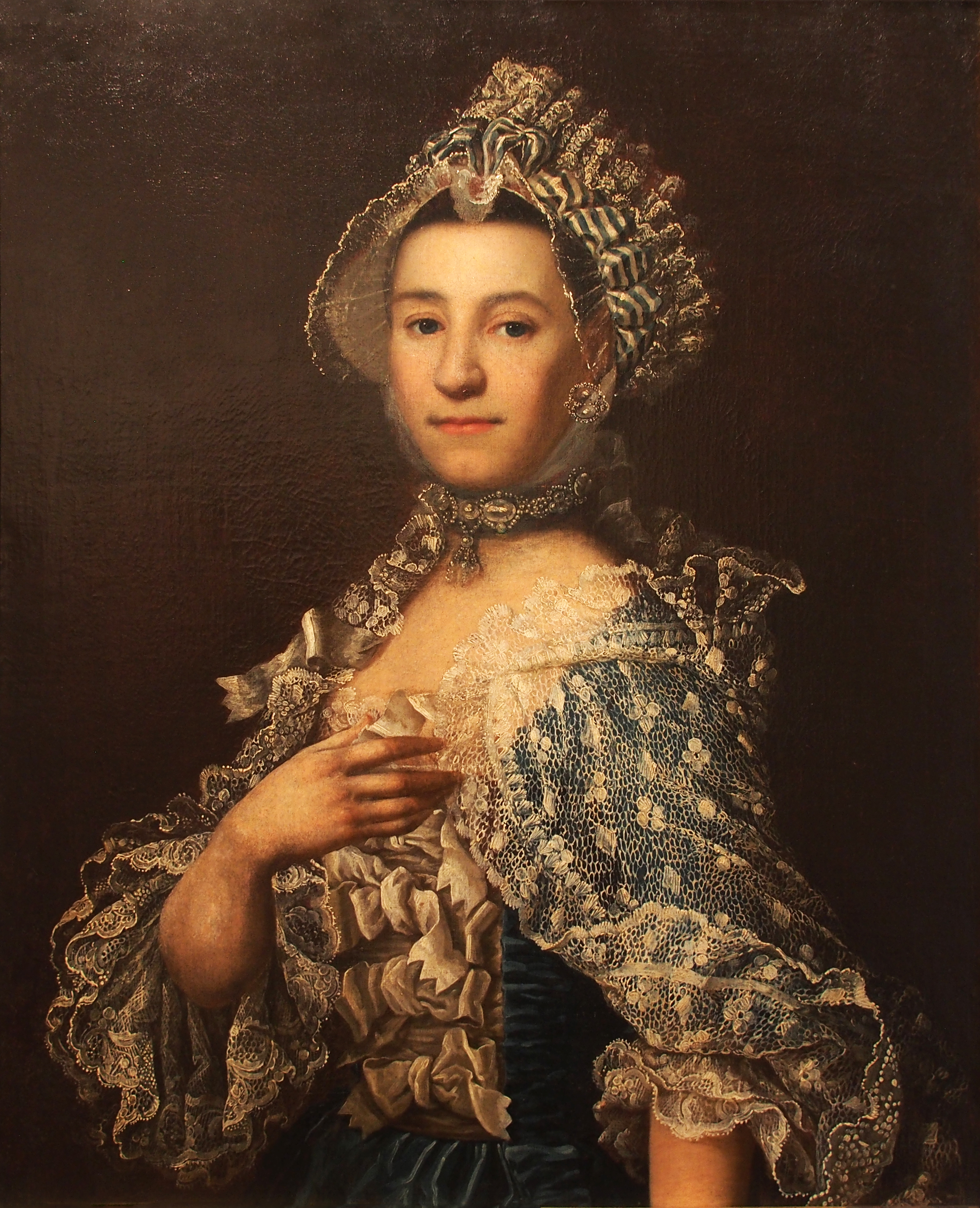
Maria Salver, die Witwe von Georg Anton Urlaub und spätere Ehefrau des fürstbischöflichen Archivars Johann Octavian Salver

## Kindheit und Jugend
Georg Anton Urlaub war das erste von neun Kindern des Georg Sebastian Urlaub und der Anna Maria Feser. Zwei seiner Geschwister, Johann Georg und Georg Christian, wurden später ebenfalls Maler, wie schon ihr Vater und ihr Großvater Aegidius. Über Urlaubs erste Lebensjahre ist nichts bekannt.

## Ausbildung und Anstellungen
Etwa zehn Jahre war er auf der Walz, die ihn unter anderem nach Wien und nach Italien führte. Ab 1735 arbeitete Urlaub an der Würzburger Residenz unter dem Fürstbischof Friedrich Karl von Schönborn, dem er mit 22 eine Huldigung im holländischen Stil des Hofmalers Johann Rudolf Byss malte. Urlaub wusste, dass der zu jener Zeit 73-jährige Byss († 1738) vom Fürstbischof sehr geschätzt wurde und dass dieser auch nach einem geeigneten Nachfolger suchte. Aus der Zeit um 1737 datieren zwei kleine allegorische Gemälde, die die Herrschertugenden des Fürstbischofs Friedrich Carl von Schönborn feiern und den Wunsch nach einem langen Leben des Fürsten zum Ausdruck bringen. Dieser entsandte ihn im Herbst 1737 mit einem Stipendium von 200 Gulden pro Jahr nach Wien an die Akademie der bildenden Künste, wo Georg Anton Urlaub bis 1741 blieb. 1739 beklagte er sich bei seinem Gönner über die große Zahl an Schülern, denen zu wenige Professoren gegenüberstünden:

„Wann nun aber ich bey dem berühmbten italianischen mahler Hrn Bencowich von darumben grössere progressus machen könte, als dieweilen bey disem wenigere, bey der kays. freyen hoff-academie aber weith mehrere scholares sich befinden, einfolglich erst mentionirter Bencowich mehrers zeit für mich anwenden würde, zumahlen aber ich nach nichts mehreres trachte, als mich in dieser mahlerey kunst völlig zu perfectioniren, ein solches aber aus abgang eigener mittlen und dafern mir nicht eine jährliche wenige pension umb mir die nothwendige nahrung und kleidung zu schaffen gnädigst angeschaffet wurde ohnmöglich seyn künte“

Der Bitte um eine Ausbildung bei dem venezianischen Maler Federico Bencovich, der etwa Altarblätter für die Schönbornkapelle in Würzburg geschaffen hatte, wurde jedoch nicht entsprochen. Im Februar 1740 bat Georg Anton Urlaub erneut um die Gewährung eines Stipendiums; ferner auch darum, eines der leerstehenden Zimmer im Schönbornschen Gartenpalais in der Laudongasse beziehen zu dürfen.
Am 13. März 1740 reagierte der Würzburger Fürstbischof darauf. Er schrieb an den in Wien weilenden Hofkammerrat Köberl in einem Postskriptum:

„Auch geben wir dir hiermitt zu gehors(ams)ter nachricht, das auf recomendation des h. grafen Gundel von Althan unser dahiesiger unterthan Urlaub von hierhaus mit einer jährlichen pension p. 200 fl. durch unser receptorat ambt solle versehen werden, so du ihn dan gegen quittung auf anmeldung besagten graffen v. Althan zuertheilen hast, annebst ist unser befelch, das ihme so bald die academie auß ist, ein gelegenheit solle gegeben werden auf Schönborn zugehen, und alldorten die 2 grose stuck in dem saal den sommer über fleissigst zu copiren, und künfftigen winter noch einmahl die accademie zu frequentiren, dahero seind dem selben die nöthige tücher und farben sambt allem, was darzu gehört sambt quartier in tem schloss und täglich einen gulden unterhalts geld so lang derselbe drausen verweilhet, auf hiesiger cammer unkosten zu reichen, du hast darzue die nöthige anstalth und verfüegung zuthuen und wir verbleiben dir etc.“

Der Architekt Johann Lukas von Hildebrandt wies in einem Brief vom Dezember 1740 an Friedrich Carl von Schönborn auf Urlaubs Begabung hin, nicht nur zu malen, sondern auch zu modellieren. Auch teilte er dem Fürstbischof den Urlaubs Wunsch mit, nach Rom reisen zu wollen, um sich dort in der Malerei zu vervollkommnen. Im April 1742 erneuerte er dieses Gesuch:

„Der copist von Ihro hochfürstl. Gnad. /: h. Urlaub:/ hat mich gebetten, daß weill er zu seiner kunst zu Wien nichts profitiren kan, als hätte er in sinn auf Rom zu gehen, wann er die hoche gnadt der erlaubnus hätte, und willich seihe, das so jung als er ist, nicht lähr seye ein guettes talentum so wohl in mahlen als auch modelieren hat, beynebens auch von einen guetten gemüeth und mores, als würde er ein wenig zeith sich qualificiren und in diensten Ihro hochfürstl. Gnad. guethe sachen ausgeben wessentwegen ich mich auch unterfange, ihne zu recommandiren.“

In den Hofkammerprotokollen des 2. September 1741 wurde dann schließlich der Rückruf Urlaubs in einem Schreiben vom 26. August vermerkt:

„… wie der in die länder geschickte mahler Uhrlaub, seine sachen wohl vollendet und dahero hiehero gesandet werde, ihme gleich denen anderen beeden Bysischen discip(u)len abgeredter massen, in die arbeit und unterhaltung zu stellen, sonderlich aber selbigen zur glaßmahlerey düchtig zu machen, indessen dieser sein brod an denen abgängigen bildern in denen paraden schlaf zimmern werde verdienen können.“

Im darauffolgenden Jahr wurde Urlaub zum Hofmaler ernannt und erhielt auch einen Helfer zugesellt. Da er sich jedoch „in dieser Mahlerey Kunst Völlig perfectionieren“ wollte, wie er dem Fürstbischof mehrmals schrieb, stattdessen aber die Hinterglasmalereien für das Spiegelkabinett in der Residenz nach fertigen Entwürfen ausführen musste, blieb ihm wenig Raum für seine künstlerische Entfaltung.

## An der Accademia Clementina
Mitte 1744 beendete er seine Anstellung und reiste nach Bologna, wo er an der Accademia Clementina, einer der besten Kunstschulen Europas der damaligen Zeit, lernte. Für seine Arbeiten erhielt er im Oktober 1745 den Preis der 2. Skulpturklasse, der von Kardinal Doria persönlich ausgehändigt wurde. Aufgrund finanzieller Probleme wandte er sich 1746 in einem Bittbrief an Friedrich Karl von Schönborn. Darin bat er um die Unterstützung des Fürstbischofs sowie um die Erteilung eines Auftrages, den er „… umb einen billigen preiß … mit allem möglichen Fleiß …“ zu verfertigen versprach. Ferner schrieb er, dass ihm auch mit einer Pension gedient sei – diese wolle er nach Beendigung seiner Studien zurückzahlen, die er aus Geldmangel habe unterbrechen müssen. Der Fürstbischof war jedoch wegen Urlaubs plötzlichen Abgangs im Vorjahr noch verstimmt, er notierte am Rand des Schreibens: „Dieser entloffene Kerl ist abzuweisen.“
Im Januar 1747 erhielt „Giovanni Antonio Urlao di Franconia“ von der Jury der Accademia dann den Preis der ersten Klasse im Figurenzeichnen und der ersten Skulpturenklasse. Diese Auszeichnung, die auch im Zeugnis vom 29. März 1747 erwähnt wurde, zählte zu den höchsten der Accademia.

## Rückkehr nach Würzburg
Im Jahr 1749 – Urlaub war in Venedig, dem damaligen Zentrum moderner italienischer Malerei – wurde Karl Philipp von Greiffenclau-Vollraths neuer Fürstbischof im Hochstift. Urlaubs Anfragen an ihn wurden jedoch ignoriert. 1751 fand Urlaub sich wieder in seiner Heimat ein; er erhielt hier den Auftrag aus dem Kloster Langheim, das Hochaltarblatt in der Pfarrkirche in Merkershausen zu schaffen; ein Jahr später sicherten sich die Würzburger Dominikaner seine Dienste ebenfalls für ein Altarblatt in der Dominikanerkirche, das allerdings dem Bombenangriff auf Würzburg 1945 zum Opfer fiel. Ebenfalls 1752 erhielt er einen Freskenauftrag in der Kirche in Ipthausen, ein Jahr später sollte er die gleiche Arbeit in der Pfarrkirche von Eyershausen ausführen. Zwischen 1753 und 1756 erhielt er durch die Dominikaner und Karthäuser weitere Aufträge. Aufgrund der vielen Aufträge aus Würzburg beantragte er dort das Bürgerrecht, welches ihm am 9. Oktober 1755 gewährt wurde.
Am 13. Oktober 1755 heiratete Urlaub die Thüngersheimerin Anna Maria, eine entfernte Cousine von ihm, weshalb er hierfür einen Dispens beantragen musste. Unter dem neuen Fürstbischof Adam Friedrich von Seinsheim wurde er rehabilitiert. 1757 wurde er von diesem als „Cabinets Inspector mit beylegung des titels eines Cammerdieners gnädigst auf- und angenommen“; Urlaubs Lohn war jedoch nicht sonderlich hoch. Während des Siebenjährigen Kriegs malte Urlaub Fresken und dekorative Gemälde im Umland, so 1756 in Königheim und ein Jahr später in Sonderhofen; auch betätigte er sich als Porträtmaler am Würzburger Hof. Am 15. September 1757 trat Urlaub die Nachfolge von Franz Ignaz Roth als Hochfürstlich Würzburgischer Hofmaler an. 1758 wurde Urlaub zum zweiten Mal nach 1756 Vater – der Erstgeborene war Georg Adam Anton († 17. August 1776) –, sein zweiter Sohn Georg Hermann Joseph starb jedoch bereits am 28. Oktober, nur ein halbes Jahr nach der Geburt. Urlaub überlebte ihn kein halbes Jahr, er verstarb am 20. Februar 1759 und wurde auf dem Friedhof des Dominikanerklosters in Würzburg beigesetzt.

## Werke (Auswahl)

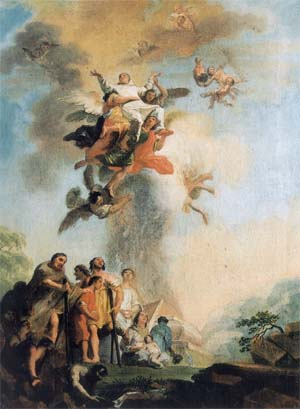
Glorie des Hl. Bruno (um 1753/54)
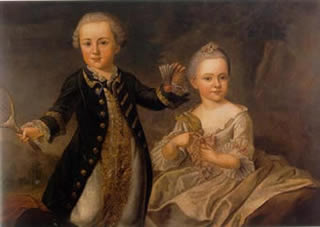
Kinderbildnis (um 1757/58)
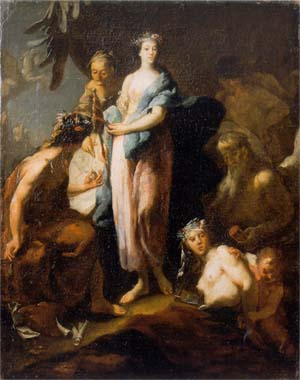
Allegorie auf das Leben des Fürstbischofs Friedrich Karl von Schönborn (um 1737)
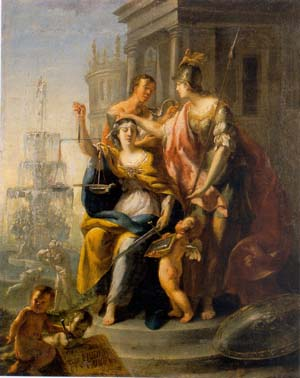
Allegorie auf die Tugenden des Fürstbischofs Friedrich Karl von Schönborn (um 1737)
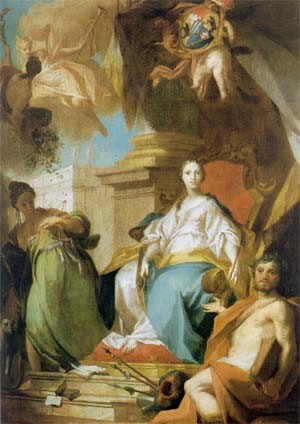
Allegorie auf die Regierung des Würzburger Fürstbischofs Adam Friedrich von Seinsheim (um 1755/57)
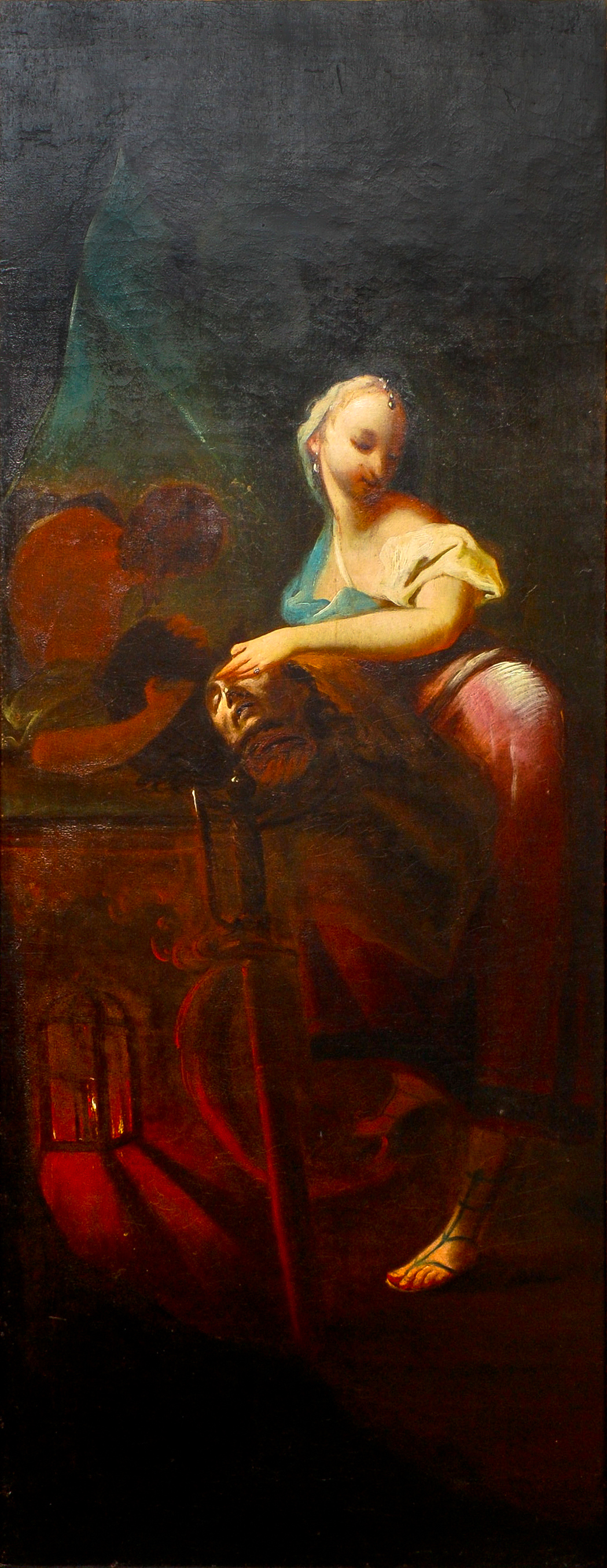
Judith mit dem Haupt des Holofernes (um 1750/51)
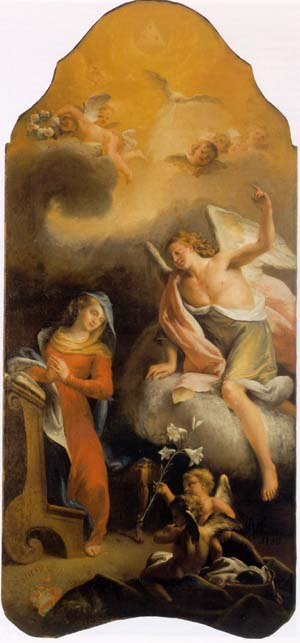
Verkündigung an Maria (um 1756)
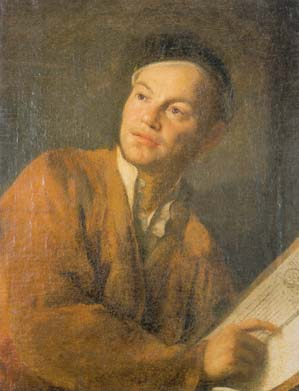
Porträt des Würzburger Hofschlossers Johann Georg Oegg (um 1751/52)
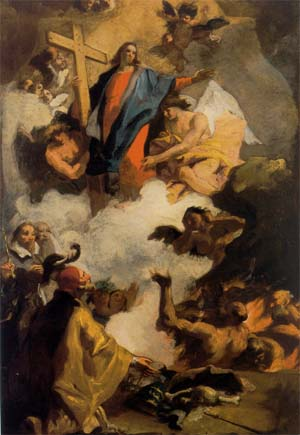
Verherrlichung des Namen Jesus (um 1751/52)